# دیوید بیلی (بازیکن فوتبال)
دیوید بیلی (انگلیسی: David Baillie; ۶ ژوئن ۱۹۰۵ – نوامبر ۱۹۶۷ (aged 62)) بازیکن فوتبال اهل بریتانیا بود.
از باشگاه‌هایی که در آن بازی کرده‌است می‌توان به باشگاه فوتبال وستهام یونایتد اشاره کرد.